# Jiří Pospíšil
Jiří Pospíšil (* 24. listopadu 1975 Chomutov) je český politik, v letech 2010 až 2014 místopředseda ODS a v letech 2002 až 2014 poslanec Parlamentu České republiky. V letech 2014 až 2024 byl poslancem Evropského parlamentu za TOP 09, jejímž členem se stal roku 2017, a kterou v období 2017–2019 vedl. V říjnu 2018 se stal zastupitelem hlavního města Prahy, od února 2023 je náměstkem primátora pro kulturu, cestovní ruch a památkovou péči. Působil též jako předseda správní rady Museum Kampa – Nadace Jana a Medy Mládkových.
V minulosti zastával úřad ministra spravedlnosti, nejdříve v letech 2006–2009 v první a druhé vládě Mirka Topolánka, a opět mezi roky 2010–2012 v kabinetu Petra Nečase. V období 2006–2007 a 2010–2011 byl předsedou Legislativní rady vlády. V letech 2009–2010 byl také děkanem Fakulty právnické Západočeské univerzity v Plzni. Od prosince 2012 do srpna 2013 byl místopředsedou Poslanecké sněmovny.

## Vzdělání a profesní kariéra
Vystudoval gymnázium na Mikulášském náměstí v Plzni. V roce 1999 ukončil studium na Právnické fakultě Západočeské univerzity v Plzni. V roce 2002 získal titul JUDr.
Od roku 2007 je členem redakční rady časopisu Státní zastupitelství.
Dne 29. září 2009 rektor Západočeské univerzity v Plzni Josef Průša dočasně pověřil Jiřího Pospíšila funkcí děkana Právnické fakulty, když děkan Zachariáš a proděkani Tomažič a Kindl se pod tlakem médií vzdali funkcí poté, co byli obvinění z plagiátorství. V listopadu 2009 se pak, po volbě, stal děkanem oficiálně.
Byl dlouholetým spolupracovníkem české mecenášky umění Medy Mládkové. Je členem správní rady Nadace Jana a Medy Mládkových, která spravuje Museum Kampa umístěné v prostorách Sovových mlýnů na pražské Kampě.
Jiří Pospíšil žije v Plzni.

## Politická kariéra
V roce 1994 vstoupil do ODA, ještě v komunálních volbách roku 1998 za ODA neúspěšně kandidoval do zastupitelstva města Plzeň. Profesně se tehdy uvádí jako student ZČU. V roce 1998 pak vstoupil do ODS a spoluzaložil regionální sdružení Mladých konzervativců v Plzni.
Ve volbách v roce 2002 byl zvolen do poslanecké sněmovny za ODS (volební obvod Plzeňský kraj). Byl místopředsedou sněmovního ústavněprávního výboru. Mandát poslance obhájil ve volbách v roce 2006. Byl členem ústavněprávního výboru. Opětovně byl do sněmovny zvolen ve volbách v roce 2010. Od prosince 2012 byl místopředsedou organizačního výboru sněmovny. V rozmezí 2000–2004 působil jako zastupitel Plzeňského kraje, opětovně zvolen byl v roce 2012.

### Ministr spravedlnosti (2006–2009)
V první vládě Mirka Topolánka i druhé vládě Mirka Topolánka zastával v letech 2006–2009 post ministra spravedlnosti. Jako ministr odvolal v roce 2007 vrchního státního zástupce Jiřího Kulvejta a novým jmenoval Vlastimila Rampulu, toho však později, zejména z důvodu účelového protahování ve vyšetřování některých kauz, taktéž odvolal. V médiích se také zastal nového náměstka Libora Grygárka s tím, že je přesvědčen o jeho vysokých odborných předpokladech.
Do funkce ministra spravedlnosti se vrátil s kabinetem Petra Nečase v roce 2010 a v téže době se na volebním kongresu ODS v červnu 2010 stal jedním z místopředsedů strany. Od července 2010 do července 2011 působil jako předseda Legislativní rady vlády. V průběhu roku 2010 vláda odvolala Nejvyšší státní zástupkyni Renátu Veseckou a do této funkce byl na návrh Jiřího Pospíšila jmenován tehdejší zástupce českého státu u Eurojustu v Haagu Pavel Zeman. Vedle přípravy rozsáhlých právních kodifikací došlo za ministra Pospíšila ke zrychlení soudního řízení o více než jednu třetinu nebo navýšení počtu pracujících vězňů o téměř 20 procent.
27. června 2012 byl ovšem prezidentem Václavem Klausem z funkce ministra spravedlnosti odvolán na návrh předsedy vlády Petra Nečase. Oficiálním důvodem bylo manažerské selhání při řízení resortu; tento důvod ale řada politiků i odborníků označila za zástupný a jako skutečný důvod uvedla Pospíšilův úmysl jmenovat Lenku Bradáčovou do funkce vrchní státní zástupkyně v Praze. S tím nesouhlasila část politické scény, včetně "Pospíšilovy části" ODS. Proti Pospíšilovu odvolání bylo uspořádáno několik demonstrací a některé nevládní protikorupční organizace vyzvaly premiéra kvůli odvolání ministra spravedlnosti k rezignaci.
V krajských volbách 2012 pak jako lídr vedl kandidátku ODS v Plzeňském kraji, kde se ODS podařilo nakonec zvítězit se ziskem 26,5 % a porazit sociální demokracii. Plzeňský kraj byl také jediným krajem, kde zvítězila ODS. Hejtmanem se ale nestal, protože koalici uzavřela ve volbách druhá ČSSD s třetí KSČM. Od 19. prosince 2012 do 28. srpna 2013 zastával pozici místopředsedy Poslanecké sněmovny.
V Topolánkově vládě Pospíšil prosadil z pozice ministra spravedlnosti mj. přijetí nového trestního zákoníku, v Nečasově vládě pak mj. nový občanský zákoník a nový zákon o obchodních korporacích. Tím došlo ke kompletní rekodifikaci českého soukromého práva. Za Pospíšila byl také přijat nový zákon o trestní odpovědnosti právnických osob a řízení proti nim či nový zákon o obětech trestných činů.
Ve volbách do Poslanecké sněmovny PČR v roce 2013 kandidoval v Plzeňském kraji jako lídr ODS a byl zvolen s druhým nejvyšším procentuálním počtem preferenčních hlasů. Od 5. prosince zastával pozici místopředsedy sněmovního ústavněprávního výboru, ze které však po vystoupení z ODS později sám odstoupil.
Na 24. kongresu ODS kandidoval na post 1. místopředsedy ODS, získal 193 hlasů delegátů a nebyl tak zvolen. Porazil jej Jan Zahradil. Neuspěl ani v první volbě řadových místopředsedů. Spolu s Petrem Sokolem postoupil až do třetího kola volby, ale ani jeden z nich nezískal dostatečný počet hlasů. Získal nominaci i ve druhé volbě, ale vzdal se jí.

### Odchod z ODS
Dne 30. ledna 2014 odešel z ODS. Důvodem podle něj byla oboustranná ztráta důvěry u nemalé části členů a funkcionářů ODS. Odchodem chtěl také umožnit, aby byla ODS jednotná a schopná úspěšně realizovat svůj restart. Poslanecký mandát si ponechal. Zároveň oznámil, že možná požádá Poslanecký klub TOP 09 a STAN o spolupráci (vstupovat do žádné strany však podle svých slov nehodlal).

Ve volbách do Evropského parlamentu v roce 2014 kandidoval z pozice nestraníka za TOP 09 a STAN na 2. místě jejich kandidátky. Získal 77 724 preferenčních hlasů (v rámci voleb vůbec nejvíce; 32,15 %), přeskočil tak lídra kandidátky Luďka Niedermayera a byl zvolen poslancem Evropského parlamentu. Vzhledem k neslučitelnosti funkcí rezignoval dne 20. června 2014 na mandát poslance Poslanecké sněmovny PČR, ve Sněmovně ho nahradil Vladislav Vilímec. Pospíšil působí ve Výboru pro vnitřní trh a ochranu spotřebitelů (IMCO). 
„Chci dbát na to, aby EU při tvorbě norem a zákonů nezacházela příliš daleko a nesnažila se chránit občany i tam, kde o to nestojí. Podpořím také studentskou mobilitu formou výměnných programů jako je Erasmus.“
V lednu 2016 v rozhovoru pro Hospodářské noviny uvedl, že vážně uvažuje o kandidatuře v nastávajících prezidentských volbách v roce 2018. Zda bude opravdu kandidovat na prezidenta, slíbil prozradit na jaře 2017. V krajských volbách v roce 2016 obhájil svůj mandát krajského zastupitele v Plzeňském kraji, a to jako nestraník za TOP 09, když se vlivem preferenčních hlasů posunul z posledního místa kandidátky této strany na místo první. Na mandát pak v lednu 2018 rezignoval, vystřídal jej Jaroslav Lobkowicz.

### Člen TOP 09
V říjnu 2017 podal členskou přihlášku do TOP 09, 22. října byl do strany přijat. V listopadu 2017 byl zvolen předsedou TOP 09, získal 147 hlasů ze 177 možných hlasů. Jeho protikandidát Pavel Němec obdržel pouze 13 hlasů.

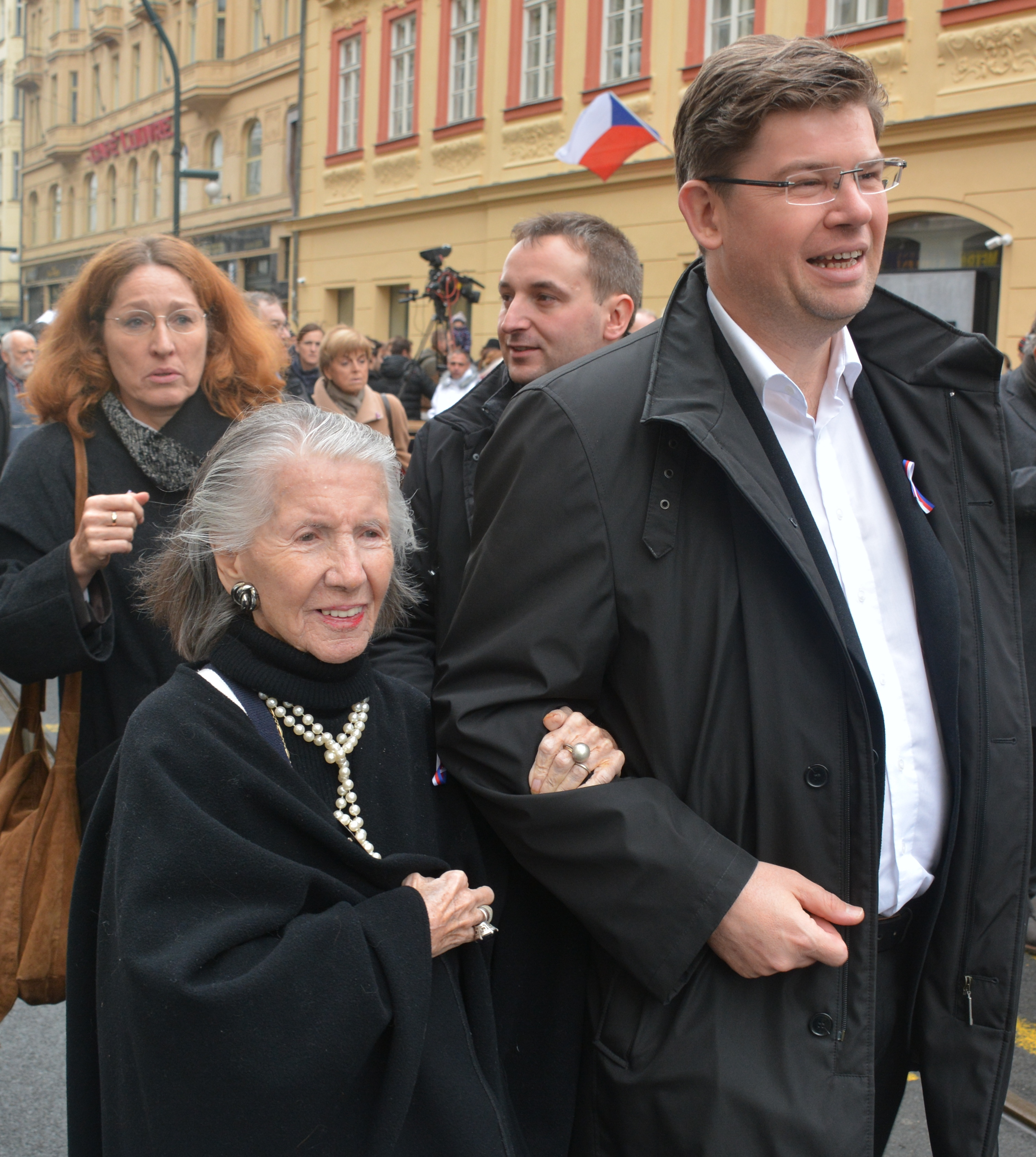
Jiří Pospíšil se zakladatelkou Muzea Kampa Medou Mládkovou v roce 2016

Ve volbách do Zastupitelstva hlavního města Prahy v roce 2018 byl z pozice člena TOP 09 lídrem kandidátky subjektu s názvem „TOP 09 a Starostové (STAN) ve spolupráci s KDU-ČSL, LES a Demokraty Jana Kasla – „Spojené síly pro Prahu“ a tudíž i kandidátem tohoto uskupení na post pražského primátora. Ve volbách získal mandát zastupitele hlavního města Prahy, obdržel 77 850 preferenčních hlasů.
Ve volbách do Evropského parlamentu v květnu 2019 obhájil jako člen TOP 09 mandát europoslance z pozice lídra kandidátky subjektu s názvem "Starostové (STAN) s regionálními partnery a TOP 09". Získal sice 37 231 preferenčních hlasů, ale přeskočil jej jeho stranický kolega Luděk Niedermayer. Uskupení však obdrželo 3 mandáty, takže europoslancem zůstal.
Na konci srpna 2019 oznámil, že nebude na podzimním sněmu TOP 09 obhajovat pozici předsedy strany. Podle svých slov se chce soustředit na výkon mandátů europoslance a zastupitele hlavního města Prahy. V listopadu 2019 tak byla jeho nástupkyní zvolena Markéta Pekarová Adamová. Kandidoval pak ještě na funkci řadového místopředsedy, ale neuspěl.

Na konci září 2020 se nakazil koronavirem, přičemž musel být převezen do nemocnice na jednotku intenzivní péče.

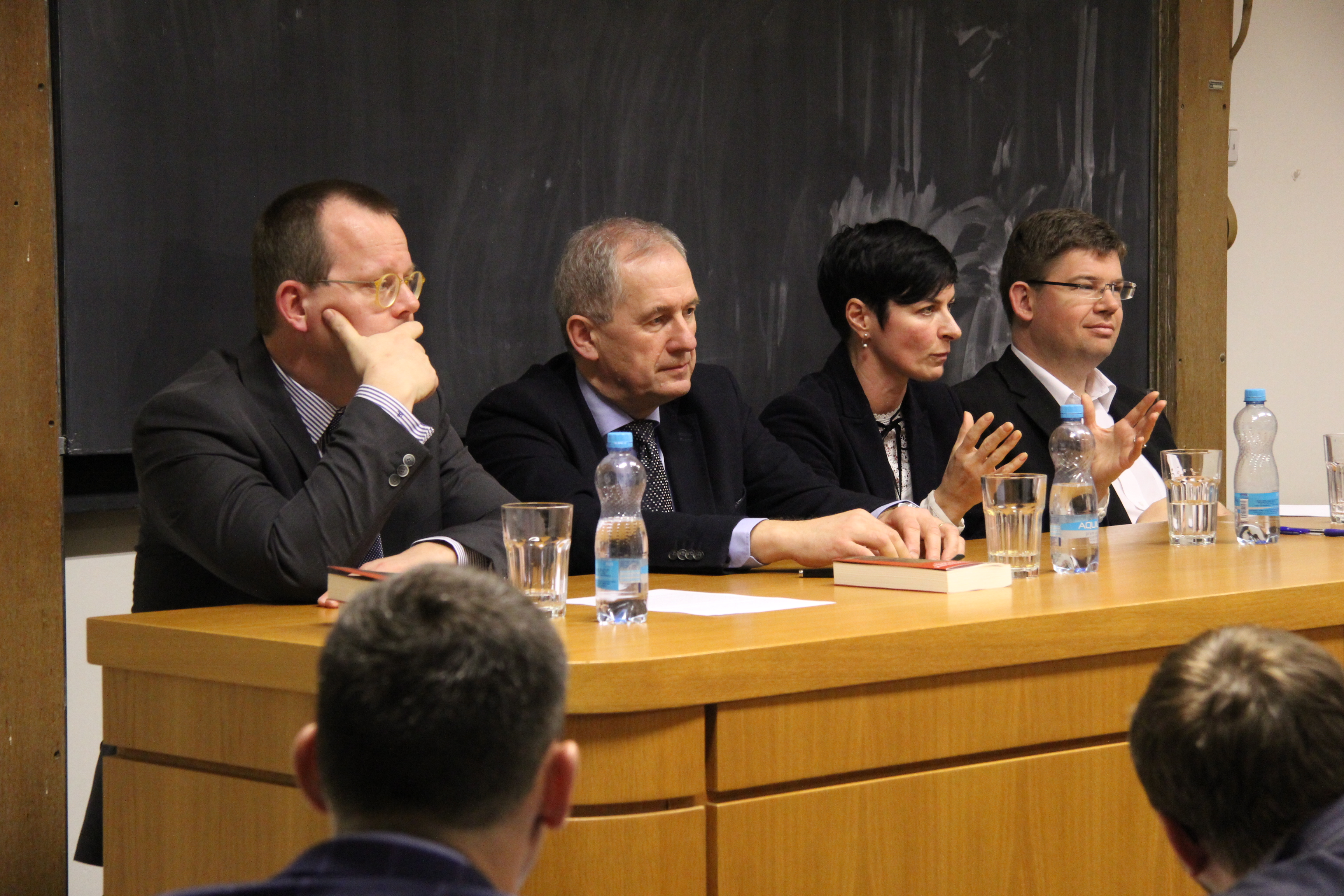
Jan Lata, Josef Baxa, Lenka Bradáčová a Jiří Pospíšil na panelové diskuzi na téma státní zastupitelství (2017)

V květnu 2021 byl Pospíšil odvolán z funkce předsedy pražského zastupitelského klubu Spojené síly pro Prahu. Jako důvody jsou uváděny časová zaneprázdněnost a podle Pospíšila také „mocenský boj" v klubu. V této funkci ho nahradil šéf magistrátního výboru pro dopravu a někdejší starosta Prahy 5 Pavel Richter. Ten uvedl, že je pro něj klíčové, aby pražská vládnoucí koalice Pirátů, Prahy sobě a Spojených sil pro Prahu fungovala bez problémů.
V komunálních volbách v roce 2022 obhájil z pozice člena TOP 09 na kandidátce koalice SPOLU (tj. ODS, TOP 09 a KDU-ČSL) post zastupitele hlavního města Prahy. Dne 16. února 2023, téměř pět měsíců od komunálních voleb, byla zvolena nová Rada hlavního města Prahy. Jiří Pospíšil se v ní stal náměstkem primátora zodpovědným za oblast kultury, cestovního ruchu, památkové péče, výstavnictví a péče o zvířata (animal welfare), kterou vykonává zároveň se svým mandátem europoslance.
Ve volbách do Evropského parlamentu v červnu 2024 již nekandidoval, mandát europoslance mu vypršel v polovině července 2024.
Ve volbách do Poslanecké sněmovny PČR v roce 2025 kandiduje z pozice člena TOP 09 na 2. místě kandidátky koalice SPOLU (tj. ODS, KDU-ČSL a TOP 09) v Praze. V červnu 2025 obhájil funkci předsedy krajské organizace TOP 09 v Praze.

## Kontroverze
Část kariéry Jiřího Pospíšila byla spojována s plzeňským podnikatelem Romanem Jurečkem, který je novináři označován ze jednoho z kmotrů ODS.
Jiří Pospíšil v prvním období v křesle ministra spravedlnosti podpořil nejvyšší státní zástupkyni Renatu Veseckou při postupu v kauze Čunek, kdy došlo den před podáním obžaloby k odejmutí případu státnímu zástupci. Tento postup podpořilo svým právním posudkem jako jediné právě ministerstvo pod vedením Jiřího Pospíšila. V Nečasově vládě dle médií Pospíšil předchozí chyby napravil – prosadil odvolání Vesecké, kterou nahradil novým nejvyšším státním zástupcem Pavlem Zemanem a připravil nový zákon o státním zastupitelství, který měl výrazně posílit nezávislost veřejné žaloby. Po vleklých soudních sporech prosadil i odvolání vrchního státního zástupce v Praze Vlastimila Rampuly, kterého předtím sám do funkce jmenoval, a za jehož éry se veřejné žalobě nedařilo dotáhnout do konce velké korupční kauzy.
V roce 2007 (v rámci tzv. kauzy Čunek) odvolal z podnětu tehdejší nejvyšší státní zástupkyně Renaty Vesecké z funkce olomouckého vrchního státního zástupce Ivo Ištvana. Tento Pospíšilův zásah však soud shledal nezákonným a Ivo Ištvan byl proto do funkce po čtyřech letech reinstalován.
V červenci 2009 byl Jiří Pospíšil v Toskánsku, kde se setkal s generálním ředitelem ČEZ Martinem Romanem a se správcem systému exekucí Pavlem Šikošem. Krátce před setkáním s generálním ředitelem Martinem Romanem hlasoval Jiří Pospíšil ve třetím čtení pro přílepek „lex ČEZ“ k zákonu o spotřební dani, který zajistil ČEZu emisní povolenky v hodnotě 68 miliard korun.
V říjnu 2010 po rezignaci na funkci děkana Právnické fakulty v Plzni podpořil do funkce děkana kontroverzního Květoslava Růžičku před favorizovaným Karlem Eliášem.
Poté, co web gaynet.cz přinesl v květnu 2010 spekulaci o údajném Pospíšilově milostném vztahu s Václavem Moravcem, se toto tvrzení objevilo i v dalších médiích,[nedostupný zdroj] ale již o 4 měsíce dříve se zmínka o Pospíšilově orientaci objevila například v příloze Kavárna deníku MF Dnes. Veřejně se však k těmto osobním otázkám nevyjadřoval. Expremiér Mirek Topolánek v rozhovoru pro server Česká-justice.cz v březnu 2014 uvedl, že Pospíšila před nástupem do stínové vlády v roce 2003 vyzval ke coming outu, aby nemohl být vydíratelný. Při jeho odvolání z funkce pak údajně označil za chybu, že tak nikdy neučinil. Jiří Pospíšil uvedl, že mu Topolánek nic podobného neřekl.
V červnu 2014 pak v pořadu České televize 168 hodin uvedl, že nemá klasickou rodinu, manželku, děti a žije sám. Dodal, že asi proto hrají v jeho životě významnou roli starší ženy (konkrétně mluvil o Věře Janouškové a Medě Mládkové), které jej obohacují duchovně a nikoliv jinak. Vše uzavřel s tím, že v tom není žádná vypočítavost, ale možná jeho přirozenost.
V souvislosti s podzimními volbami do Zastupitelstva hlavního města Prahy v roce 2018 změnil Pospíšil dosavadní plzeňskou adresu pobytu; od jara 2018 je hlášený v Praze.
Deník Aktuálně.cz v březnu 2020 zjistil, že advokátní kancelář, kterou vede bývalý spolužák starosty Prahy 6 Ondřeje Koláře, získala od Prahy 6 téměř 340 000 korun za dva právní posudky, které jsou z naprosté většiny plagiátem. Právní analýzy, které pro Prahu 6 tvořilo několik bývalých Kolářových spolužáků, byly podle dotázaných právníků předražené. Opoziční Piráti v Praze 6 požadovali rezignaci starosty Koláře, ale Pospíšil se za starostu postavil a důvody odvolání označil za zcela „malicherné“.
Jiří Fremr, asistent Jiřího Pospíšila, v roce 2020 dle výpovědí domluvil korupční schůzku pražského hoteliéra Petra Bauera s dvěma pražskými magistrátními zastupiteli za TOP 09. Petr Bauer měl zastupitele Jiřího Koubka a Radka Vondru uplácet za hlasování o změně pražské koalice. Změna měla přinést vyloučení Prahy sobě, jejíž zastupitelé usilovali o omezení turistických předzahrádek zabírajících ulice v centru města. Hoteliér Bauer se k trestnému činu přiznal a soudem mu byl udělen peněžitý trest. Pospíšilův asistent Fremr se kromě toho angažoval také v korupční kauze Dozimetr.
V únoru 2025 publikoval server Expres.cz zprávu, že se má v dubnu 2025 narodit Pospíšilovi dcera. Server také uvedl, že Pospíšilovým partnerem je plzeňský politik ODS Jan Šašek, který se po jeho boku objevuje už dlouhou řadu let. Dítě mu odnosila náhradní matka. Dcera dostala jméno Meda po slavné mecenášce umění Medě Mládkové, ke které měl Pospíšil velmi blízko. Narodila se ve druhé polovině dubna 2025.